# 明特希爾
明特希爾（英語：Mint Hill）是美國北卡羅萊納州梅克倫堡縣的一座城市，位於夏洛特東南方的郊區，根據2020年美国人口普查，當地人口為26,450人，其中非西班牙裔白人佔比64.53%，黑人或非裔美国人佔比達15.5%。明特希爾面積63.82平方公里，水域面積為0.1平方公里。